# ميك فاك

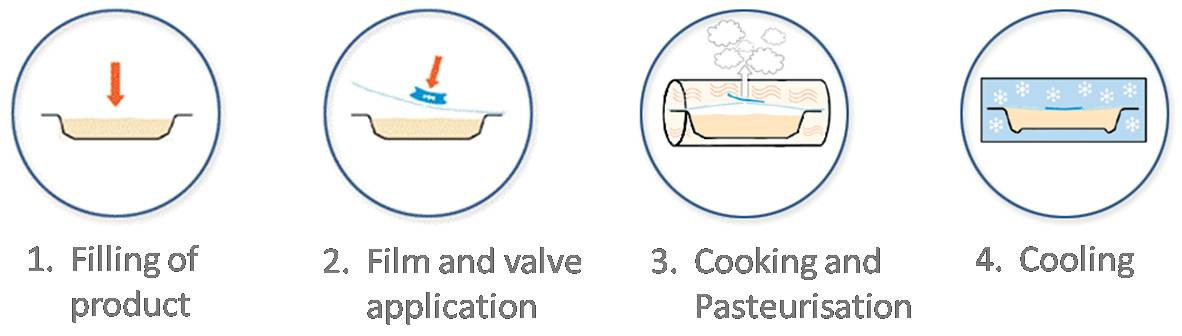
اصل طريقة عمل ميك فاك

طريقة ميك فاك هي عملية بسترة للمواد الغذائية لانتاج وجبات جاهزة حيث يتم إدخال المكونات الغذائية في عبوة مغلقة ثم يتم طهي وبسترة الطعام بداخل عبوات محكمة الاغلاق وأثناء عملية التسخين، يفتح صمام على العبوة ويطلق البخار والأكسجين. وقت العملية قصيربسبب تفاعل الطعام مبستر مع موجات الميكروويف وعندما تتوقف عملية التسخين بالميكروويف عن إغلاق الصمام، يتكثف البخار المتبقي ويتسبب في تخفيف الضغط في العبوة والمنتج النهائي يكون مطهي ومبستر ومعبأ داخل اوعية مفرغة من الهواء وتعد هذة الطريقة فريدة من نوعها حيث تقترن بطهي في وقت قصير وغياب الاكسجين وله العديد من المزايا  وقد استخدمت هذة الطريقة في صناعة الأغذية منذ عام 2005م.
تم تأسيس شركة ميك فاك من قبل مخترع هذة التقنية دكتور جويل هامر في شهر أغسطس عام 2000م وقد قام هامر في السبعينات علي الافكار الاولي لهذة الطريقة من محاولته للعثورعلي حل لعناية أفضل لبلح البحر/ محارة حيث انها حساسة للحرارة وسهلة التلف، وفي نهاية التسعينات، وصلت تكنولوجيا الموجات الدقيقة الي هذا التقدم، والتي قد تم تسجيل فكرة هامر كابراءة اختراع، وخلال خمسة سنوات تمت أعمال التطوير وبعد ذلك تم تسويق الطريقة في عام 2005م.